# Arcidiocesi di Botucatu
L'arcidiocesi di Botucatu (in latino Archidioecesis Botucatuensis) è una sede metropolitana della Chiesa cattolica in Brasile. Nel 2023 contava 503.000 battezzati su 592.500 abitanti. È retta dall'arcivescovo Maurício Grotto de Camargo.

## Territorio
L'arcidiocesi comprende 20 comuni nella parte centrale dello stato brasiliano di San Paolo: Avaré, Águas de Santa Bárbara, Arandu, Areiópolis, Anhembi, Botucatu, Bofete, Borebi, Conchas, Cerqueira César, Iaras, Igaraçu do Tietê, Itatinga, Laranjal Paulista, Lençóis Paulista, Macatuba, Pardinho, Pereiras, Pratânia e São Manuel.
Sede arcivescovile è la città di Botucatu, dove si trova la basilica cattedrale di Sant'Anna.
Il territorio si estende su una superficie di 10.348 km² ed è suddiviso in 48 parrocchie, raggruppate in 4 regioni pastorali: Botucatu, Avaré, Laranjal Paulista, Lençóis Paulista.

### Provincia ecclesiastica
La provincia ecclesiastica di Botucatu, istituita nel 1958, comprende le seguenti suffraganee:
- diocesi di Araçatuba,
- diocesi di Assis,
- diocesi di Bauru,
- diocesi di Lins,
- diocesi di Marília,
- diocesi di Ourinhos,
- diocesi di Presidente Prudente.

## Storia
La diocesi di Botucatu fu eretta il 7 giugno 1908 con la bolla Dioecesium nimiam amplitudinem di papa Pio X, ricavandone il territorio dalla diocesi di San Paolo, che contestualmente fu elevata al rango di arcidiocesi metropolitana. Originariamente la diocesi di Botucatu era suffraganea della stessa arcidiocesi di San Paolo.
Il 4 luglio 1924, il 21 giugno 1926 e il 30 novembre 1928 cedette porzioni del suo territorio a vantaggio dell'erezione rispettivamente delle diocesi di Sorocaba (oggi arcidiocesi) e di Santos, di Cafelândia (oggi diocesi di Lins) e di Assis.
L'episcopato di Carlos Duarte Costa fu particolarmente travagliato. Il vescovo difendeva posizioni in aperto contrasto con il magistero della Chiesa, ad esempio ammetteva il divorzio sotto alcune condizioni. Nel 1932 giunse ad organizzare un "battaglione del vescovo", una formazione aggressiva nata per sostenere le tesi politiche del vescovo. In quest'azione sociale sperperò i beni della diocesi. La Santa Sede indagò sull'operato del vescovo, che si dimise nel 1937 ottenendo la sede titolare di Maura. Allora il vescovo si trasferì a Rio de Janeiro, dove predicò contro la dottrina dell'infallibilità papale e a favore del divorzio e del matrimonio degli ecclesiastici. Denunciò anche la supposta alleanza fra il Vaticano e i regimi totalitari europei. Fu scomunicato nel 1945 da papa Pio XII e fondò allora una Chiesa scismatica: la Chiesa cattolica apostolica brasiliana. In seguito fondò anche il Partito socialista cristiano.
Il 19 aprile 1958 fu elevata al rango di arcidiocesi metropolitana con la bolla Sacrorum antistitum di papa Pio XII.
Il 15 febbraio 1964, il 2 marzo 1968 e il 30 dicembre 1998 ha ceduto altre porzioni di territorio a vantaggio dell'erezione rispettivamente delle diocesi di Bauru, di Itapeva e di Ourinhos.

## Cronotassi dei vescovi
Si omettono i periodi di sede vacante non superiori ai 2 anni o non storicamente accertati.
- Lúcio Antunes de Souza † (20 ottobre 1908 - 19 ottobre 1923 deceduto)
- Carlos Duarte Costa † (4 luglio 1924 - 22 settembre 1937 dimesso[2])
- Antonio Colturato, O.F.M. † (12 aprile 1938 - 5 maggio 1946 deceduto)
  - Sede vacante (1946-1948)
- Henrique Golland Trindade, O.F.M. † (15 maggio 1948 - 27 marzo 1968 dimesso[3])
- Vicente Ângelo José Marchetti Zioni † (27 marzo 1968 - 30 maggio 1989 ritirato)
- Antonio Maria Mucciolo † (30 maggio 1989 - 7 giugno 2000 ritirato)
- Aloysio José Leal Penna, S.I. † (7 giugno 2000 - 19 novembre 2008 ritirato)
- Maurício Grotto de Camargo, dal 19 novembre 2008

## Statistiche
L'arcidiocesi nel 2023 su una popolazione di 592.500 persone contava 503.000 battezzati, corrispondenti all'84,9% del totale.
| anno | popolazione | popolazione | popolazione | presbiteri | presbiteri | presbiteri | presbiteri                | diaconi | religiosi | religiosi | parrocchie |
| anno | battezzati  | totale      | %           | numero     | secolari   | regolari   | battezzati per presbitero | diaconi | uomini    | donne     | parrocchie |
| ---- | ----------- | ----------- | ----------- | ---------- | ---------- | ---------- | ------------------------- | ------- | --------- | --------- | ---------- |
| 1950 | 392.500     | 450.000     | 87,2        | 79         | 33         | 46         | 4.968                     |         | 44        | 263       | 31         |
| 1959 | 550.000     | 600.000     | 91,7        | 106        | 39         | 67         | 5.188                     |         | 113       | 374       | 35         |
| 1966 | 400.000     | 440.000     | 90,9        | 81         | 40         | 41         | 4.938                     |         | 80        | 354       | 32         |
| 1970 | 420.000     | 450.000     | 93,3        | 58         | 28         | 30         | 7.241                     |         | 52        | 348       | 30         |
| 1976 | 370.000     | 410.000     | 90,2        | 52         | 23         | 29         | 7.115                     |         | 38        | 210       | 40         |
| 1980 | 410.000     | 455.000     | 90,1        | 59         | 26         | 33         | 6.949                     |         | 48        | 220       | 45         |
| 1990 | 570.000     | 700.000     | 81,4        | 66         | 39         | 27         | 8.636                     | 1       | 39        |           | 52         |
| 1999 | 626.000     | 750.000     | 83,5        | 75         | 41         | 34         | 8.346                     | 6       | 59        | 130       | 63         |
| 2000 | 551.500     | 650.000     | 84,8        | 62         | 34         | 28         | 8.895                     | 6       | 53        | 128       | 41         |
| 2001 | 423.000     | 498.581     | 84,8        | 51         | 41         | 10         | 8.294                     | 5       | 18        | 115       | 41         |
| 2002 | 369.000     | 435.307     | 84,8        | 53         | 43         | 10         | 6.962                     | 5       | 14        | 85        | 42         |
| 2003 | 369.000     | 435.307     | 84,8        | 52         | 35         | 17         | 7.096                     | 5       | 26        | 130       | 42         |
| 2004 | 369.000     | 435.308     | 84,8        | 51         | 36         | 15         | 7.235                     | 7       | 17        | 130       | 43         |
| 2006 | 419.000     | 494.000     | 84,8        | 54         | 39         | 15         | 7.759                     | 13      | 22        | 130       | 48         |
| 2012 | 461.000     | 544.000     | 84,7        | 57         | 40         | 17         | 8.087                     | 12      | 29        | 73        | 45         |
| 2015 | 473.000     | 557.000     | 84,9        | 60         | 42         | 18         | 7.883                     | 15      | 24        | 72        | 45         |
| 2018 | 484.890     | 570.995     | 84,9        | 64         | 46         | 18         | 7.576                     | 15      | 25        | 68        | 46         |
| 2020 | 492.500     | 580.000     | 84,9        | 61         | 49         | 12         | 8.073                     | 14      | 17        | 60        | 47         |
| 2022 | 500.000     | 589.000     | 84,9        | 64         | 51         | 13         | 7.812                     | 13      | 18        | 52        | 48         |
| 2023 | 503.000     | 592.500     | 84,9        | 69         | 55         | 14         | 7.289                     | 13      | 19        | 50        | 48         |